# Bedele
Bedelē är en ort i Etiopien.   Den ligger i regionen Oromia, i den centrala delen av landet, 270 km väster om huvudstaden Addis Abeba. Bedelē ligger 2 011 meter över havet och antalet invånare är 20 293.
Terrängen runt Bedelē är platt åt sydväst, men åt nordost är den kuperad. Bedelē ligger uppe på en höjd. Runt Bedelē är det ganska tätbefolkat, med 75 invånare per kvadratkilometer. Det finns inga andra samhällen i närheten. Omgivningarna runt Bedelē är en mosaik av jordbruksmark och naturlig växtlighet.